# Just Dance: Best Of
Just Dance: Best Of (aussi connu sous le nom de Just Dance: Greatest Hits aux États-Unis) est un jeu de rythme sorti sur Wii et Xbox 360. Il fait partie de la série de jeux vidéo Just Dance édité par Ubisoft. Le jeu comprend des chansons de Just Dance, Just Dance 2, Just Dance: Summer Party et Just Dance 3. Le jeu est sorti sur  Wii sous le nom de Just Dance: Best Of avec 25 chansons le 29 mars 2012 en Australie et le 30 mars 2012 en Europe, et sur Xbox 360 sous le nom de Just Dance: Greatest Hits avec 35 chansons le 21 juin 2012 en Australie, le 22 juin 2012 en Europe et le 26 juin 2012 en Amérique du Nord.

## Système de jeu
Comme les jeux précédents de la série principale Just Dance, jusqu'à quatre joueurs peuvent jouer à reproduire la chorégraphie de danse à l'écran.

## Liste des titres
Le jeu se compose de quelques morceaux de Just Dance, la plupart des morceaux de Just Dance 2 et 3 morceaux de Just Dance 3.
| Titre                              | Artiste                                                    | Année | Jeu original |
| ---------------------------------- | ---------------------------------------------------------- | ----- | ------------ |
| "Acceptable in the 80s"            | Calvin Harris                                              | 2007  | Just Dance   |
| "Airplanes"                        | B.o.B featuring Hayley Williams                            | 2010  | Just Dance 3 |
| "Alright"                          | Supergrass                                                 | 1995  | Just Dance 2 |
| "Baby Don't Stop Now"              | Anja                                                       | 2011  | Just Dance 3 |
| "Baby Girl"                        | Reggaeton                                                  | 2003  | Just Dance 2 |
| "Barbie Girl"                      | Countdown Dee's Hit Explosion                              | 1997  | Just Dance 2 |
| "Body Movin' (Fatboy Slim Remix)"  | Beastie Boys                                               | 1998  | Just Dance 2 |
| "Cosmic Girl"                      | Jamiroquai                                                 | 1996  | Just Dance 2 |
| "Crazy in Love"                    | Studio Musicians                                           | 2003  | Just Dance 2 |
| "Dagomba"                          | Sorcerer                                                   | 2010  | Just Dance 2 |
| "Dare"                             | Gorillaz                                                   | 2005  | Just Dance   |
| "Down by the Riverside"            | The Reverend Horatio Duncan et Amos Sweets                 | 1927  | Just Dance 2 |
| "Eye of the Tiger"                 | Survivor                                                   | 1982  | Just Dance   |
| "Fame"                             | Irene Cara                                                 | 1980  | Just Dance   |
| "Firework"                         | Katy Perry                                                 | 2010  | Just Dance 2 |
| "Futebol Crazy"                    | The World Cup Girls                                        | 2009  | Just Dance 2 |
| "Girlfriend"                       | Avril Lavigne                                              | 2007  | Just Dance 2 |
| "Hey Ya!"                          | OutKast                                                    | 2003  | Just Dance 2 |
| "Hot n Cold"                       | Katy Perry                                                 | 2008  | Just Dance   |
| "I Like to Move It"                | Groove Century                                             | 1993  | Just Dance   |
| "It's Raining Men"                 | The Weather Girls                                          | 1982  | Just Dance 2 |
| "Jai Ho! (You Are My Destiny)"     | A. R. Rahman & The Pussycat Dolls feat. Nicole Scherzinger | 2009  | Just Dance 2 |
| "Jin-Go-Lo-Ba"                     | Fatboy Slim                                                | 2004  | Just Dance   |
| "Jump"                             | Studio Allstars                                            | 1992  | Just Dance 2 |
| "Jump in the Line (Shake, Senora)" | The Sunlight Shakers                                       | 1961  | Just Dance 2 |
| "Katti Kalandal"                   | Bollywood                                                  | 1980  | Just Dance 2 |
| "Kung Fu Fighting"                 | Carl Douglas                                               | 1974  | Just Dance 2 |
| "Mambo No. 5"                      | Lou Bega                                                   | 1999  | Just Dance 2 |
| "Move Your Feet"                   | Junior Senior                                              | 2003  | Just Dance 2 |
| "Mugsy Baloney"                    | Charleston                                                 | 1924  | Just Dance 2 |
| "Only Girl (In the World)"         | Rihanna                                                    | 2010  | Just Dance 3 |
| "Pon de Replay"                    | Rihanna                                                    | 2005  | Just Dance 2 |
| "Proud Mary"                       | Ike and Tina Turner                                        | 1971  | Just Dance 2 |
| "Rasputin"                         | Boney M.                                                   | 1978  | Just Dance 2 |
| "Ring My Bell"                     | Anita Ward                                                 | 1979  | Just Dance   |
| "Satisfaction"                     | Benny Benassi                                              | 2003  | Just Dance 2 |
| "Step by Step"                     | New Kids on the Block                                      | 1990  | Just Dance   |
| "The Power"                        | Snap!                                                      | 1990  | Just Dance 2 |
| "Tik Tok"                          | Kesha                                                      | 2009  | Just Dance 2 |
| "Toxic"                            | The Hit Crew                                               | 2004  | Just Dance 2 |
| "U Can't Touch This"               | Groove Century                                             | 1990  | Just Dance   |
| "Viva Las Vegas"                   | Elvis Presley                                              | 1964  | Just Dance 2 |
| "Who Let the Dogs Out?"            | The Sunlight Shakers                                       | 2000  | Just Dance   |